# Archibald Christie
Archibald Christie, detto Archie (Peshawar, 30 settembre 1889 – Londra, 20 dicembre 1962), è stato un militare e imprenditore britannico, celebre per l'essere stato il primo marito della scrittrice di gialli Agatha Christie. Si sposarono nel 1914 e divorziarono nel 1928. In quel periodo la moglie scrisse alcuni dei più famosi romanzi polizieschi. Si separarono nel 1927 dopo una profonda spaccatura a causa della sua infedeltà e ottennero il divorzio l'anno successivo. Poco dopo, Christie sposò Nancy Neele e la coppia visse tranquillamente per il resto della loro vita. Fu un imprenditore di successo e fece parte dei consigli di diverse grandi aziende.

## Primi anni di vita

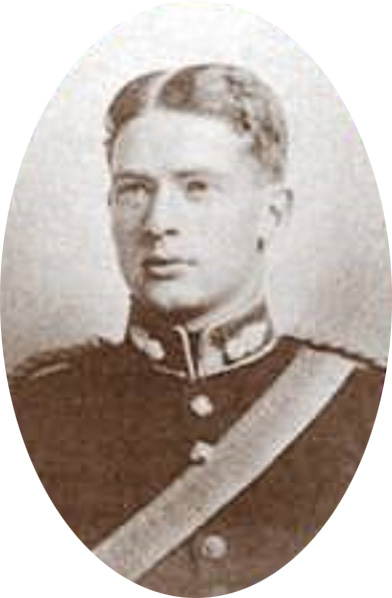
Archie Christie nel 1909, poco dopo che aveva terminato gli studi alla Royal Military Academy di Woolwich.

Archibald Christie nacque a Peshawar il 30 settembre 1889. Suo padre Archibald era un funzionario del servizio civile indiano. Si dice che fosse un giudice; tuttavia, il necrologio sul giornale The Law Times afferma che era un barrister, un avvocato di alto livello. Sua madre era Ellen Ruth "Peg" Coates, spesso menzionata nell'autobiografia di sua nuora Agatha. Peg era nata a Portumna, nella contea di Galway, in Irlanda, nel 1862. Suo padre era il dott. Samuel Coates (morto nel 1879). Suo fratello era un medico in servizio in India e lei stava con lui quando incontrò Archibald Christie (senior)., L'uomo aveva tredici anni più di lei. Nel 1888, all'età di 26 anni, lo sposò. La coppia ebbe due figli, Archie e Campbell.
Archie fu mandato in Inghilterra per essere educato. Per alcuni anni studiò alla Hillside Boys School di Godalming. Nel 1901, quando aveva undici anni, suo padre morì. Due anni dopo, Peg Christie si risposò con William Hemsley, un insegnante del Clifton College di Bristol. Archie si trasferì lì per completare la sua formazione.
Dopo aver lasciato la scuola, superò l'esame di ammissione alla Royal Military Academy di Woolwich e nel 1909 venne nominato sottotenente del Royal Regiment of Artillery. Si unì poi alla 138ª Royal Field Artillery. Voleva diventare pilota e quindi si pagò delle lezioni private alla Bristol Flying School di Brooklands e il 12 luglio 1912 ottenne il brevetto di volo. Il 12 ottobre dello stesso anno incontrò Agatha Miller a un ballo da Lady Clifford, nella sua grande Ugbrooke House a Chudleigh. Una descrizione del suo incontro con la futura moglie è presente nell'autobiografia della grande scrittrice: "Christie è venuto da me molto presto nella danza. Era un giovane alto, biondo, con i capelli crespi e ricci, un naso piuttosto interessante, alto, non basso, e una grande aria di incurante sicurezza nei miei confronti. Mi fu presentato, chiese un paio di balli e disse che il suo amico Griffiths gli aveva detto di badare a me. Siamo andati d'accordo e molto bene; ha ballato splendidamente e ho ballato ancora diverse volte con lui. Mi è piaciuta molto la serata".

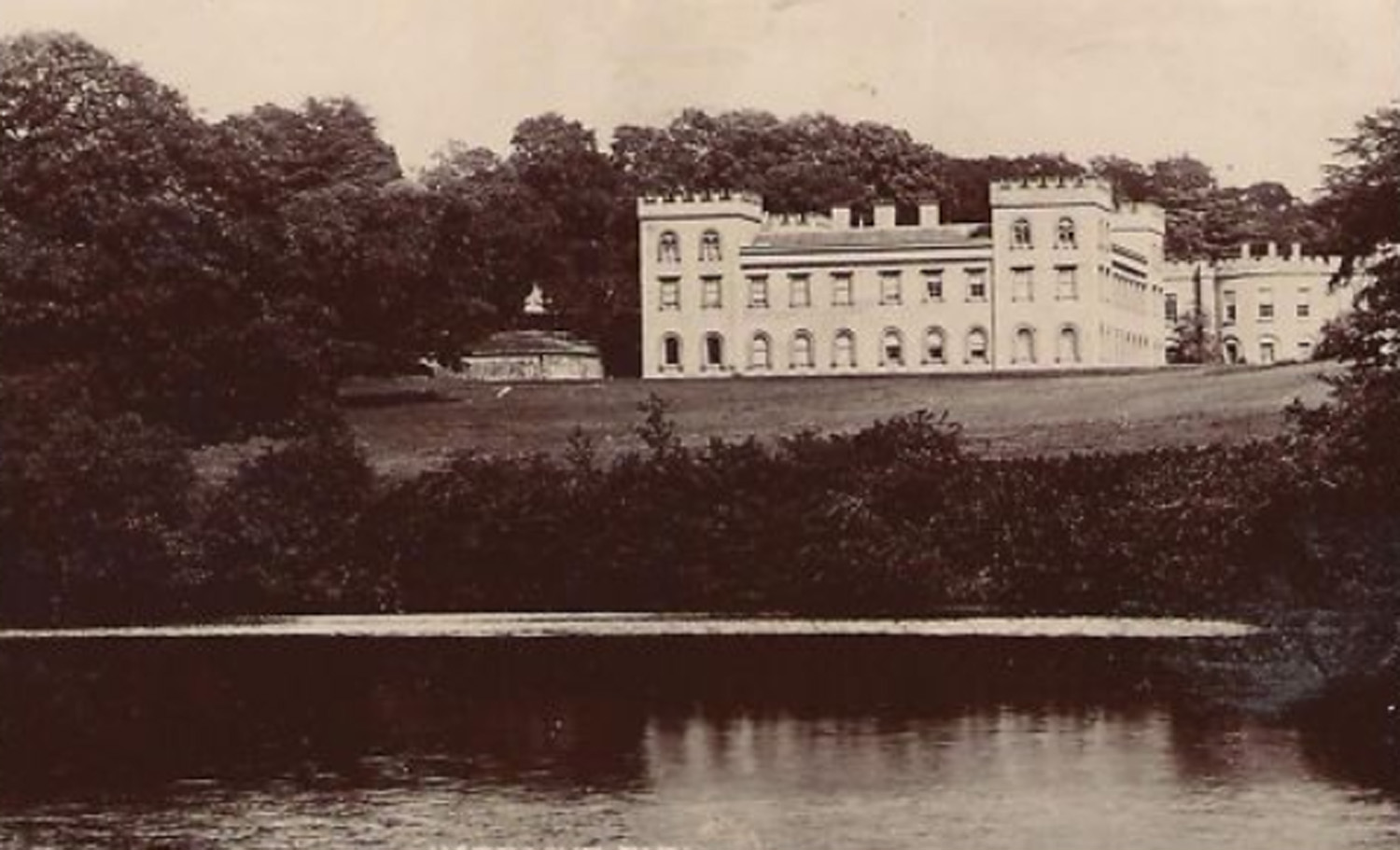
Ugbrooke House all'incirca quando si tenne il ballo.

Nell'aprile del 1913 fu distaccato al Royal Flying Corps e divenne un ufficiale di volo con lo squadrone n° 3 con sede a Larkhill. Incapace di continuare a volare a causa di problemi di sinusite, divenne un ufficiale di trasporto, rimanendo nel Royal Flying Corps.
La vigilia di Natale del 1914, poco dopo lo scoppio della prima guerra mondiale, Christie e Agatha si sposarono nella chiesa dell'Emmanuele di Clifton, Bristol, vicino alla casa dei suoi genitori. Christie fu progressivamente promosso durante la guerra fino a divenire colonnello. Fu menzionato nei dispacci cinque volte e, alla fine del conflitto, ricevette il Distinguished Service Order e l'Ordine di San Michele e San Giorgio.

## Matrimonio con Agatha Christie

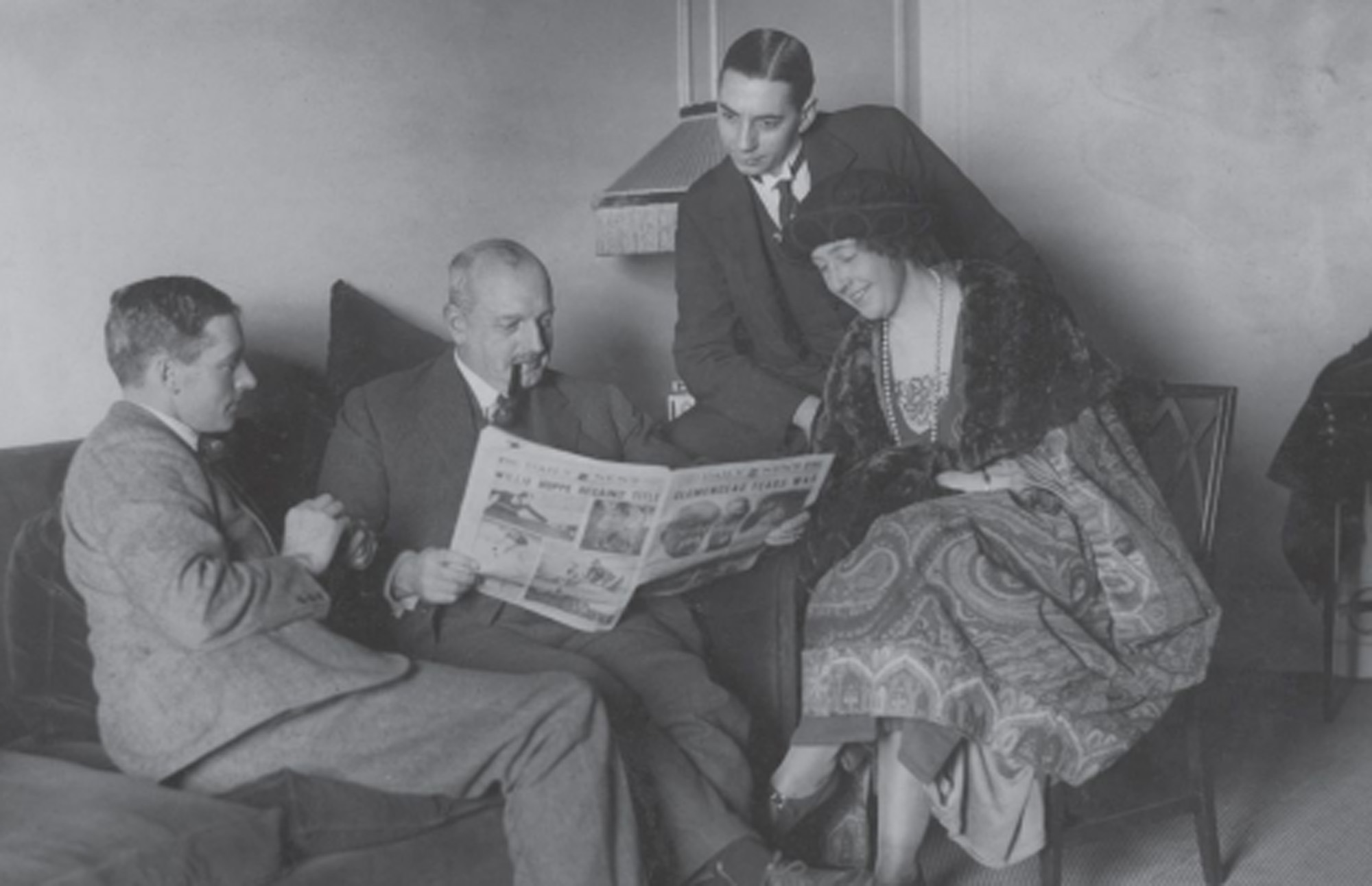
Il British Empire Exhibition Tour. Da sinistra a destra: Archie Christie, il maggiore Belcher, il signor Bates (segretario) e Agatha.

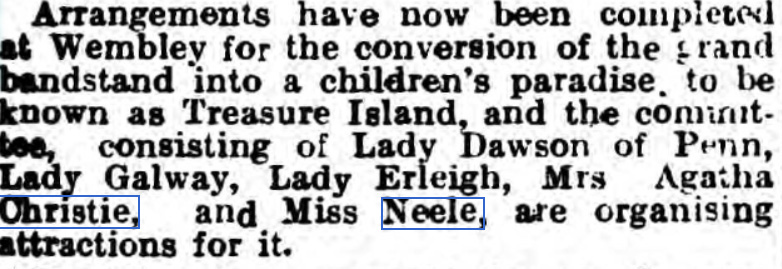
Un articolo sul comitato del quale facevano parte Agatha e Nancy Neele.

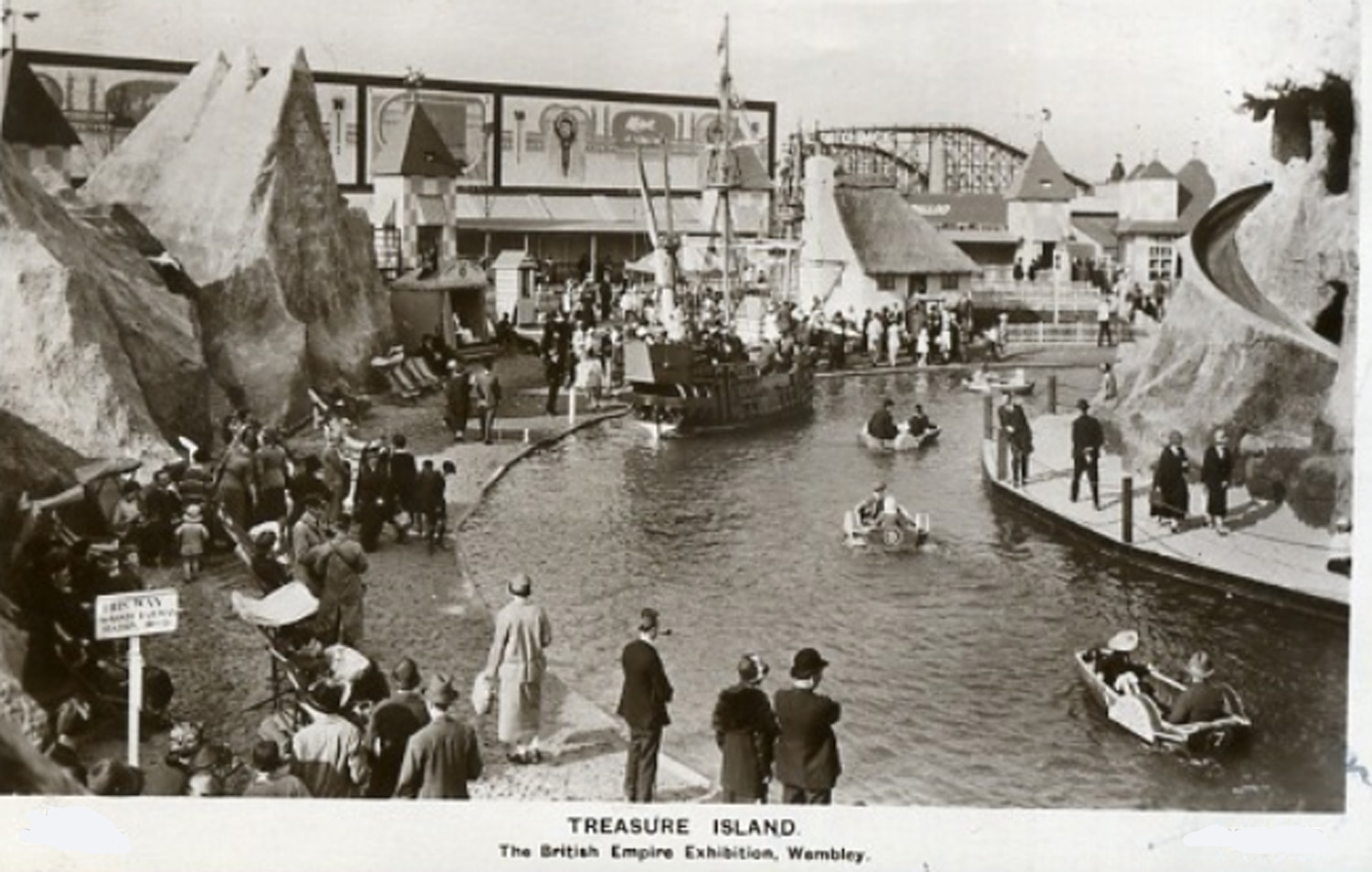
La mostra Treasure Island organizzata da Agatha Christie e Nancy Neele.

Dopo la guerra, Christie e la moglie presero un appartamento a Northwick Terrace a Londra per un breve periodo. La loro unica figlia, Rosalind, nacque nella casa d'infanzia di Agatha, Ashfield, a Torquay nel 1919. Poco dopo, trovarono un appartamento più grande in Addison Mansions, a Londra.

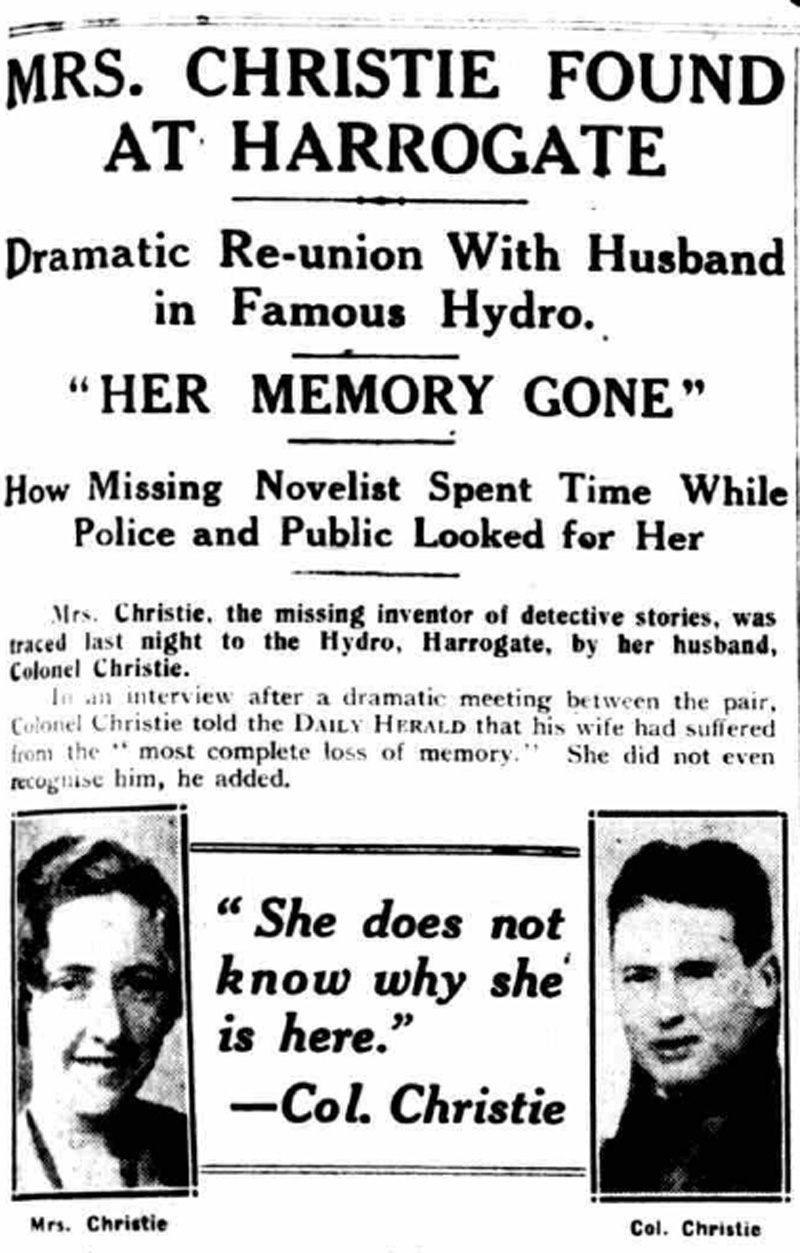
Titolo di giornale che riporta del ritrovamento di Agatha Christie nel 1926.

Christie lasciò l'esercito e trovò lavoro presso l'Imperial and Foreign Corporation. Rimase lì fino al 1922 quando il maggiore Ernest Belcher gli offrì un posto come consigliere finanziario del British Empire Exhibition Tour. Lo scopo del tour era quello di promuovere l'imminente mostra dell'Impero Britannico, che si sarebbe tenuta a Wembley tra il 1924 e il 1925. Il tour partì nel gennaio del 1922 e terminò dieci mesi dopo. Durante quel periodo, Christie e la moglie visitarono molti luoghi in tutto il mondo e conobbero il maggiore Ernest Belcher, che guidò il Tour e successivamente organizzò molte parti dell'Esposizione di Wembley.
Dopo essere tornati dal tour, Christie trovò un lavoro in città, all'Austral Development. Questo lo inserì nel mondo della finanza. Iniziò a giocare a golf ed entrò nel Sunningdale Golf Club. Trascorse molti dei suoi fine settimana lì mentre Agatha lavorava ai suoi romanzi nel loro appartamento di Londra. Christie voleva vivere a Sunningdale così, nel 1924, si trasferirono in un appartamento chiamato Scotswood dove vissero per due anni.
All'inizio del 1925, Agatha fu invitata a partecipare a un comitato per progettare e organizzare una sezione per bambini dell'Esposizione dell'Impero Britannico di[Wembley. Anche un'altra amica di Belcher, Nancy Neele, venne invitata a far parte del comitato. La Neele sarebbe diventata in seguito l'amante di Christie e la sua seconda moglie. Il comitato progettò e organizzò la sezione Paradiso dei bambini dell'Esposizione di Wembley che aveva l'isola del tesoro come fulcro. Un contributo sostanziale all'evento del The Times  delineò le sue caratteristiche in profondità e pubblicò i nomi dei membri comitato. Visto il grande successo dell'Esposizione, l'anno successivo, la sezione venne esportata negli Stati Uniti d'America, dove venne lodata come "il più grande spettacolo di divertimento della Sesquicentennial Exposition di Filadelfia, in Pennsylvania".
All'inizio del 1926, Christie e Agatha acquistarono insieme una grande casa a Sunningdale che chiamarono "Styles", in ricordo della villa al centro del primo romanzo di Agatha, Poirot a Styles Court. Nell'aprile di quell'anno, la madre di Agatha morì e, per diversi mesi, rimase nella sua casa d'infanzia per ordinare e imballare gli oggetti di sua madre. Ad agosto, Christie venne a trovarla ad Ashfield e le disse che voleva divorziare perché si era innamorato di Nancy Neele. Il 3 dicembre 1926 Agatha scomparve dalla loro casa. Fu intrapresa una grande campagna di ricerca da parte della polizia e Christie fu interrogato dalla polizia. La donna venne trovata dieci giorni dopo allo Swan Hydropathic Hotel (ora Old Swan Hotel)  di Harrogate, nello Yorkshire, dove si era registrata come signora Teresa Neele.
A Christie fu chiesto di andare in albergo per identificare sua moglie. Apparentemente non lo riconobbe che più tardi, quando si stava riprendendo a casa di sua sorella, Abney Hall. Christie rilasciò una dichiarazione alla stampa dicendo che sua moglie soffriva di un disturbo nervoso e che aveva una completa perdita di memoria. Il film drammatico Il segreto di Agatha Christie del 1979 è basato su questo evento. Agatha e Archie sono interpretati rispettivamente da Vanessa Redgrave e Timothy Dalton. Dopo questo fatto, la coppia si separò. Agatha andò a vivere in un appartamento a Londra, e Christie rimase a Styles in modo che potesse venderla. Nel 1928, ottenuto il divorzio, Christie si risposò con Nancy Neele nella chiesa di San Giorgio ad Hanover Square a Londra, con pochi amici intimi presenti alla cerimonia.

## Relazione con Nancy Neele

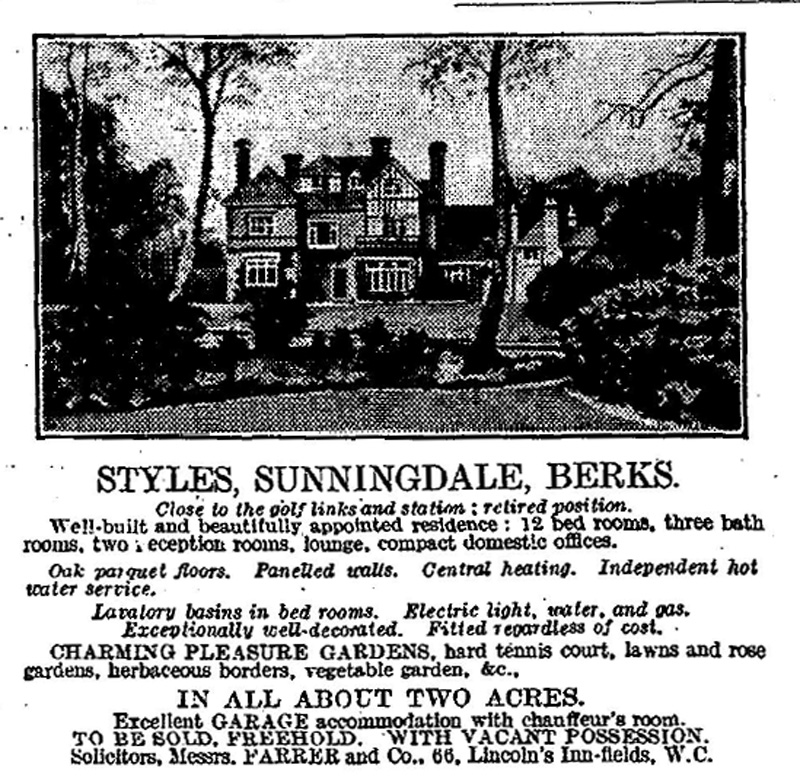
Pubblicità collocata da Christie per la vendita di Styles nel 1927.

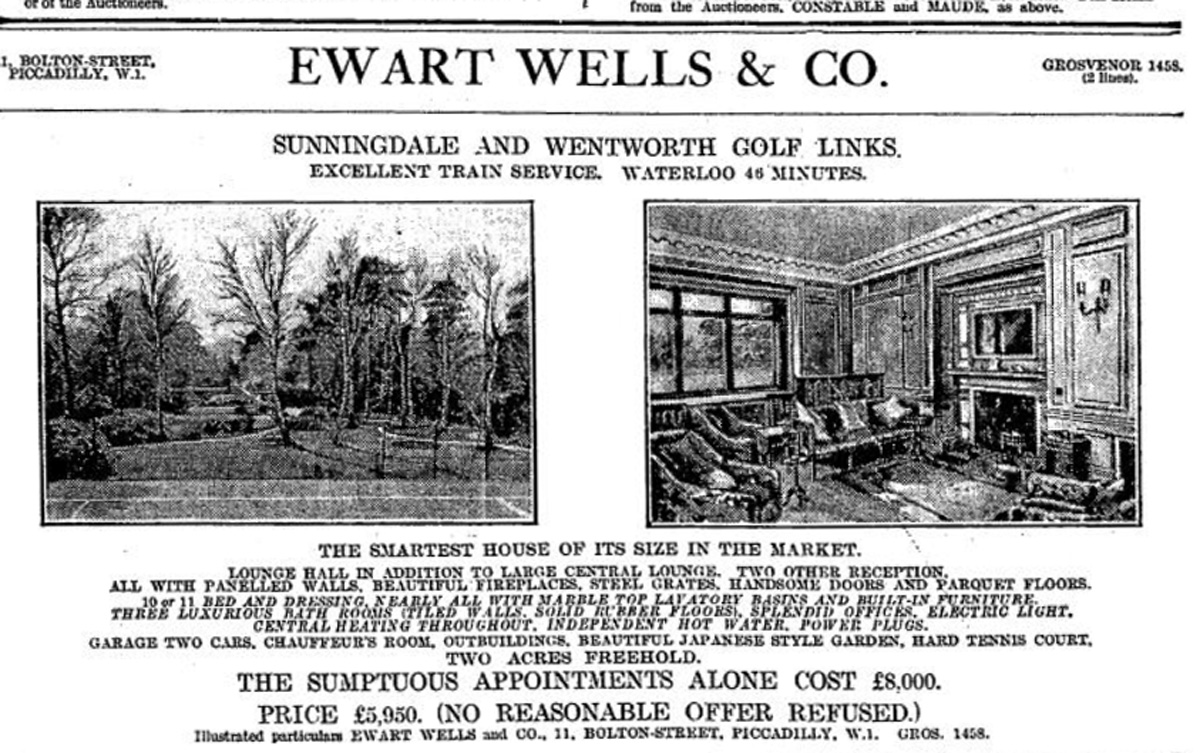
Pubblicità collocata da Christie per la vendita di Styles nel 1928.

Nancy Neele aveva dieci anni meno di Christie. Era nata a Stockport, nel Cheshire, nel 1899 da genitori della classe media. Suo padre, Charles Woodward Neele, era il capo ingegnere elettrico della Great Central Railway. Sua madre, Mabel Lily Fraser, proveniva da una famiglia colta dove dominava la musica. Come le cinque sorelle suonava musica d'orchestra. Vennero descritte da un giornale come "l'abilità nel gestire i loro strumenti consente loro di suonare con grazia e facilità la musica più esigente e di alta classe".
Durante l'infanzia di Nancy, la sua famiglia si trasferì in una casa chiamata Rheola a Croxley Green. Dopo che lasciò la scuola, Nancy completò un corso al Triangle Secretarial College di Londra e ottenne un posto come impiegata presso l'Imperial Continental Gas Association. Poco dopo il suo arrivo, la sua amica del College, Madge Fox, si unì a lei. Nel 1925, Madge sposò Frank Henry James, e la coppia visse all'Hurtmore Cottage, vicino a Godalming. Fu qui che Christie vide Nancy, nelle feste in casa nei fine settimana prima del suo divorzio da Agatha. Dopo il loro matrimonio, nel 1928, Archie e Nancy Christie vissero in un appartamento al numero 84 di Avenue Road, Londra. Ebbero un figlio, Archibald (nato nel 1930). Christie rimase in contatto con Rosalind, la sua figlia avuta dal primo matrimonio. In un'intervista pubblicata sul The Times, Rosalind Hicks fece i seguenti commenti sul secondo matrimonio di suo padre: "Alla fine mio padre sposò Nancy Neele e vissero felici insieme finché non morì. L'ho visto abbastanza spesso e ci siamo sempre piaciuti e compresi l'un l'altro".
Christie divenne  un uomo d'affari di successo e fu direttore nei consigli di amministrazione di diverse società finanziarie e di investimento. Nel 1949 venne nominato membro del consiglio di amministrazione della Rank Organisation.
La coppia visse nell'appartamento di Londra fino al 1939 circa quando si trasferirono in una grande casa di campagna chiamata Juniper Hill, vicino a Godalming su Hydon Heath. Christie continuò giocare a golf presso il Sunningdale Golf Club. Nancy morì nel 1958 all'età di 58 anni. Christie morì a Londra il 20 dicembre 1962 all'età di 73 anni. È sepolto nel Mount Herzl National Cemetery di Gerusalemme.